# Chaetonotus splendidus
Chaetonotus splendidus är en djurart som tillhör fylumet bukhårsdjur, och som beskrevs av Preobrajenskaja 1926. Chaetonotus splendidus ingår i släktet Chaetonotus och familjen Chaetonotidae. Inga underarter finns listade i Catalogue of Life.